# Micronychia
Micronychia  es un género de plantas con cinco especies,  perteneciente a la familia de las anacardiáceas.

## Taxonomía
El género fue descrito por Daniel Oliver (botánico) y publicado en Hooker's Icones Plantarum 14: 27. 1881. La especie tipo es: Micronychia madagascariensis

## Especies
- Micronychia danguyana
- Micronychia humberti
- Micronychia macrophylla
- Micronychia madagascariensis
- Micronychia tsiramiramy